# Fjodor Iwanowitsch Uspenski
Fjodor Iwanowitsch Uspenski (russisch Фёдор Иванович Успенский, auch Fedor I. Uspenskij zitiert; * 7. Februarjul. / 19. Februar 1845greg. bei Galitsch; † 10. September 1928 in Leningrad) war ein führender russischer Byzantinist.

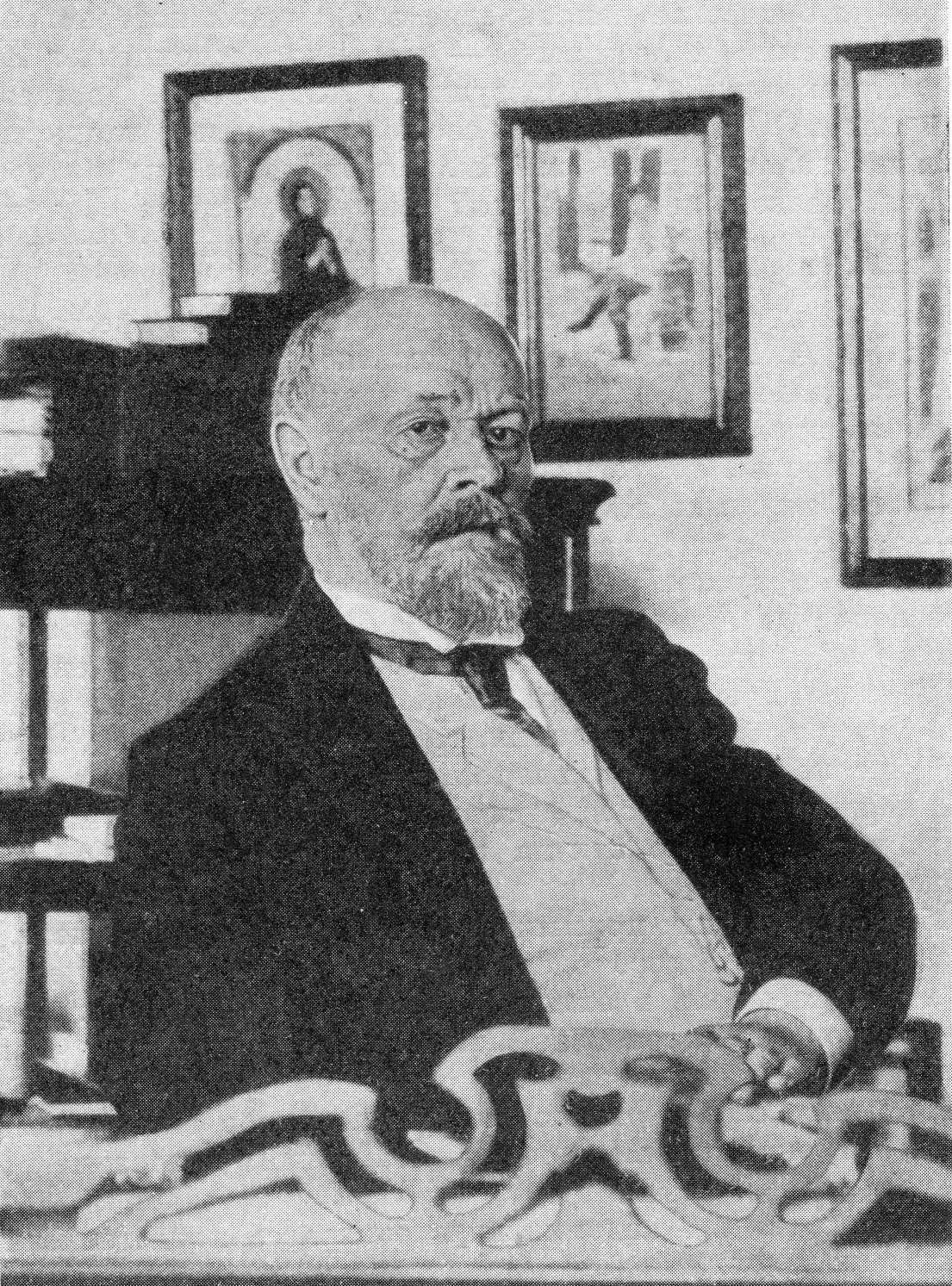
Fjodor Uspenski

## Leben
Uspenski studierte an der Universität Sankt Petersburg, wo er 1872 über Niketas Choniates promovierte. 1879 habilitierte er sich (russischer Doktortitel) über die Gründung des zweiten bulgarischen Reichs. Anfangs beschäftigte er sich vor allem mit den Beziehungen von Byzanz zu Bulgarien einschließlich der Wirtschaftsbeziehungen von Byzanz nach Russland. Er widmete sich aber auch intensiv den Kreuzzügen. Ab 1874 lehrte er an der Neurussischen Universität in Odessa (der Istanbul am nächsten gelegenen russischen Universität), war aber häufig auf Reisen und ging 1894 ganz nach Istanbul, wo er das Russische Archäologische Institut (Русский археологический институт в Константинополе) gründete (auf dem Gelände des ehemaligen Studion-Klosters) und sich für den Erhalt byzantinischer Denkmäler und Bibliotheken in der Türkei einsetzte. Er führte Ausgrabungen in Istanbul, Kleinasien, Makedonien und Bulgarien durch, wo er u. a. die große Basilika von Pliska entdeckte. 1893 wurde er als korrespondierendes Mitglied in die Russische Akademie der Wissenschaften gewählt, 1916 wurde er ordentliches Mitglied. Im Ersten Weltkrieg musste er die Türkei verlassen und gab in Sankt Petersburg die Zeitschrift Wisantiski Wremenik heraus. 1922 bis 1927 lehrte er an der Universität Sankt Petersburg und bereitete die Herausgabe seines Opus magnum, einer dreibändigen Geschichte von Byzanz, vor, die posthum erschien, ebenso wie seine Geschichte des Reiches von Trapezunt.
Er gilt mit Wassili Wassilewski (1838–1898) als Begründer der russischen Byzantinistik und hat bereits 1886, das heißt, mehr als sechzig Jahre vor der Gründung der Association Internationale des Études Byzantines, die Schaffung einer internationalen byzantinistischen Gesellschaft und die Herausgabe einer philologischen Zeitschrift für die Byzantinistik vorgeschlagen. Er war korrespondierendes Mitglied der Bayerischen Akademie der Wissenschaften.